# ميغيل غالاردو فاليس
ميغيل غالاردو فاليس (بالإسبانية: Miguel Gallardo Valles)‏ مواليد 8 أبريل 1981 في ولاية شيواوا، المكسيك، هو لاعب كرة مضرب مكسيكي ويحتل حالياً المرتبة رقم. 433 في تصنيف رابطة محترفي كرة المضرب. أعلى تصنيف له في الفردي كان المركز الـ 189 في سنة 2002. أعلى تصنيف له في الزوجي كان 174.

## روابط خارجية
- ميغيل غالاردو فاليس على موقع رابطة محترفي التنس (الإنجليزية)
- ميغيل غالاردو فاليس على موقع الاتحاد الدولي لكرة المضرب (الإنجليزية)
- ميغيل غالاردو فاليس على موقع كأس ديفيز (الإنجليزية)
- ميغيل غالاردو فاليس على موقع خلاصة التنس.كوم (الإنجليزية)
- ميغيل غالاردو فاليس على موقع إي إس بي إن.كوم (الإنجليزية)